# Talk (mineraal)
Talk is een mineraal. Het is een magnesium-fyllosilicaat, een verbinding van vier fyllosilicaationen met magnesium en twee hydroxylgroepen met de molecuulformule H2Mg3(SiO3)4 of Mg3Si4O10(OH)2. De naam talk is afgeleid van het Perzische en Arabische woord talq. Het is een fyllosilicaat en gehydrateerd en hoort binnen de kleimineralen tot de smectietgroep.
Het mineraal is een plaatjesvormige tot naaldvormige massa. Talk voelt zepig of vettig aan en is een zeer zacht mineraal met een hardheid van 1. Het is doorschijnend en wit en door ijzerverontreiniging tot grijs of groen. Het heeft een massadichtheid van 2,75 kg/l. Het kristalrooster van talk kan zowel het trikliene als het monokliene kristalstelsel zijn, maar het monokliene kristalstelsel is zeldzaam. Talk kan als een polymorf mineraal worden gerekend.
Een gesteente met een zeer hoog aandeel aan talk, wordt speksteen genoemd. Saponiet is een mineraal uit de talkgroep en wordt ook zeepsteen genoemd. 

## Voorkomen
Talk ontstaat uit de verwering van silicaten van magnesium, zoals pyroxeen en olivijn. Dat zijn de meest voorkomende mineralen in de aardkorst.
De openluchtmijn in de Franse plaats Luzenac in de Pyreneeën is de belangrijkste winningsplaats van talk in de wereld. Talk wordt ook onder meer in de provincie Nangarhar in Afghanistan gewonnen. Global Witness noemt het een conflictmineraal, omdat met de opbrengsten de Taliban werd gefinancierd.

## Toepassingen
Talk heeft veel verschillende toepassingen. Het wordt veelvuldig ingezet als vulstof in papier, verf, rubber, kunststof en keramiek. Het wordt ook ingezet als poeder in de cosmetica, in voedsel en in geneesmiddel. Het E-nummer van talk is E553b.
Het gedraagt zich hydrofoob, het heeft een hoog aandeel van bindmiddel nodig. Het zorgt voor een goede verbinding tussen verf en het te verven materiaal.
Het vindt onder meer toepassing als kleermakerskrijt en wordt als speksteen of zeepsteen gebruikt door beeldhouwers voor het uitsnijden van beeldjes. Door zijn geringe hardheid leent talk zich daar goed voor.
Speksteen wordt gebruikt voor accumulatiekachels en als kachelommanteling, vanwege zijn hittebestendigheid.
Speksteenkrijt wordt gebruikt als aftekenkrijt door lassers, pijpfitters, enz. Het wordt verkocht in vierkante staafjes van 100×10×10mm, meestal in kartonnen doosjes met bijvoorbeeld een 12-tal staafjes. Het kan veel hogere temperaturen doorstaan dan gewoon krijt en geeft een mooi afgetekende lijn. Dit is belangrijk bij het autogeen en plasmasnijden. Zelfs op roodgloeiend staal blijft de lijn zichtbaar. 
Steatiet wordt onder meer gebruikt in de zogenaamde "droge" weerstand-verwarmingselementen van elektrische accumulatieverwarmers voor warm water.

#### Medische toepassing
Talkpoeder kan ook worden gebruikt bij het herstellen van problemen aan de longen, bijvoorbeeld een klaplong. Bij de behandeling van een klaplong kan men ervoor kiezen de longen 'te plakken': tussen de borstvliezen aan de buitenkant van de long en de binnenkant van de borstholte wordt een chemisch prikkelende stof gebracht, waardoor een steriele ontstekingsreactie ontstaat. De meest gebruikte en bekendste stof hiervoor is talkpoeder. Bij de genezing van de ontsteking vergroeit de long aan de borstwand en klapt dan doorgaans niet meer in.

## Toxicologie en veiligheid
Wetenschappers zijn zich sinds de late jaren 60 bewust van de giftigheid van talk. Talkpoeder voor gebruik door consumenten kon in die tijd sporen bevatten van asbest. Voor huishoudelijk gebruik bestemd talkpoeder wordt sindsdien gezuiverd en is asbest-vrij.
Verschillende studies hebben een verband vastgesteld tussen talk(poeder) en longaandoeningen, longkanker, huidkanker en eierstokkanker. Vanwege het wijdverspreide commerciële en huishoudelijke gebruik van talk is er veel onderzoek gedaan. Het Amerikaanse National Toxicology Program heeft in 1993 de resultaten van een groot onderzoek gepubliceerd. Daaruit bleek dat cosmetische talk tumoren veroorzaakt bij ratten, die zes uur per dag, vijf dagen per week en gedurende ten minste 113 weken werden gedwongen talk te ademen.
Het risico op eierstokkanker zou toenemen naarmate vrouwen meer talkpoeder in de schaamstreek gebruiken. Uit diverse studies bleek een verband tussen deze vorm van kanker en het gebruik van talk ofwel direct in of op de schaamstreek, ofwel via maandverband, tampons of ondergoed. Bij een onderzoek uit 2016 hadden vrouwen die meer dan 24 jaar regelmatig talk hadden gebruikt in de schaamstreek tot 57 procent meer kans op eierstokkanker. De hypothese dat talkpoeder de eierstokken zou kunnen bereiken, wordt niet door bewijs ondersteund.
De Belgische Stichting Tegen Kanker ziet geen reden tot ongerustheid over het gebruik van talkpoeder dat is gezuiverd. Het Nederlandse ministerie van VROM is van mening dat asbestloze talk, dat wil zeggen talk die geen potentieel kankerverwekkende asbestvezels bevat, algemeen wordt erkend als veilig voor gebruik in cosmetica.
De American Cancer Society ziet ook geen verband tussen gezuiverd talkpoeder met andere vormen van kanker, zoals longkanker. Mensen die beroepsmatig in contact komen met ongezuiverde talk, zoals mijnwerkers, zouden wel enig risico kunnen lopen, wellicht door de aanwezigheid van asbest in het ruwe product.

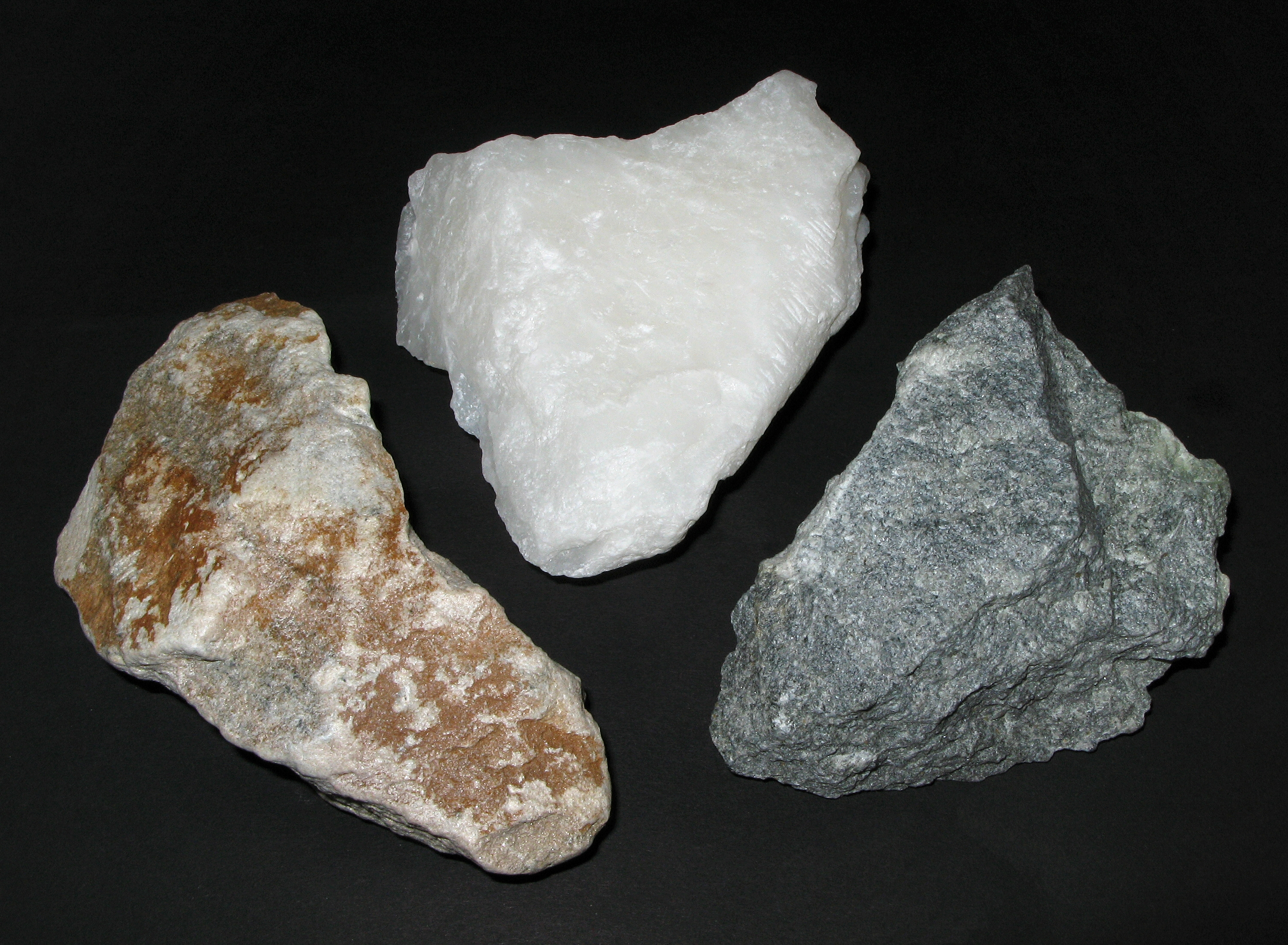
Verschillende kleuren speksteen
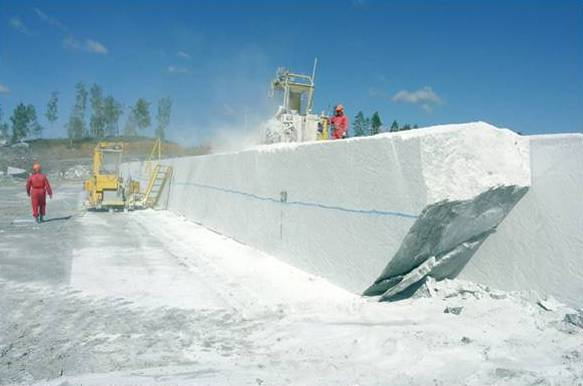
Industriële speksteenwinning
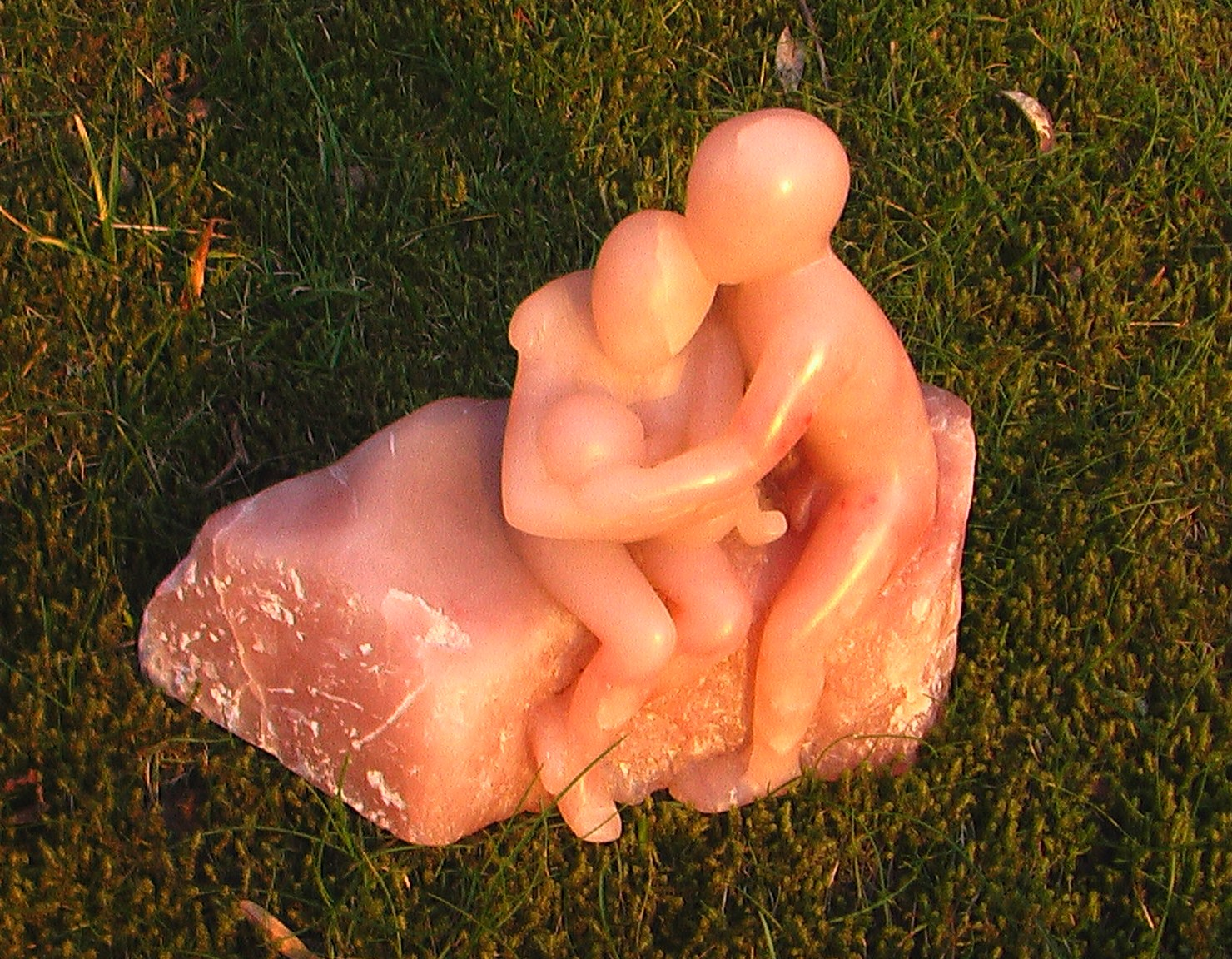
Sculptuur van speksteen